# MG 08
Maschinengewehr 08 sau MG 08, a fost o mitralieră standard a Armatei Germane folosită în Primul Război Mondial, fiind o modificare a mitralierei Maxim originale, creată de Hiram Maxim în 1884. De-a lungul războiului s-au realizat diferite variante a acestei mitraliere, ea fiind folosită și în Al Doilea Război Mondial.

## Utilizatori
- Imperiul German
- Germania Nazistă
- Austro-Ungaria
- Belgia
- Bulgaria
- Lituania Aproximativ 800 MG 08 și 520 MG 08/15. Majoritatea MG 08 au fost modernizate pentru apărare antiaeriană.
- Olanda: MG 08 care au aparținut Germaniei, confiscate la sfârșitul Primului Război Mondia, intrând în serviciul Olandei din 1925, cu denumirea de M.25.[1]
- Coreea de Sud: Armata de Eliberare din Coreea le-a utilizat în ce de-Al Doilea Război Chino-Japonez primite de la Amata Națională Revoluționară
- Republica China: Fabricat sub licență ca mitraliera grea de tip 24.
- Republica Populară Chineză: Tipul 24 cu camere de la cartuș de 7.62x54mmR.
- Finlanda
- Coreea de Nord: Au folosit Tipul 24 chinez în Războiul din Coreea.
- România: Varianta MG 09 denumită Model 1910 în România.[2]
- Serbia
- Imperiul Otoman
- Turcia (Războiul de Independență al Turciei)
- Norvegia
- Polonia: în 1918-44, până la 5.964 MG 08 (ckm wz.08) și 7.775 MG 08/15 (lkm wz.08/15)[3]
- Vietnamul de Nord: Au folosit Tipul 24 chinez în Războiul din Vietnam.
- Indonesia mitralieră grea de tip 24
- Malaysia mitralieră grea de tip 24

## Galerie foto

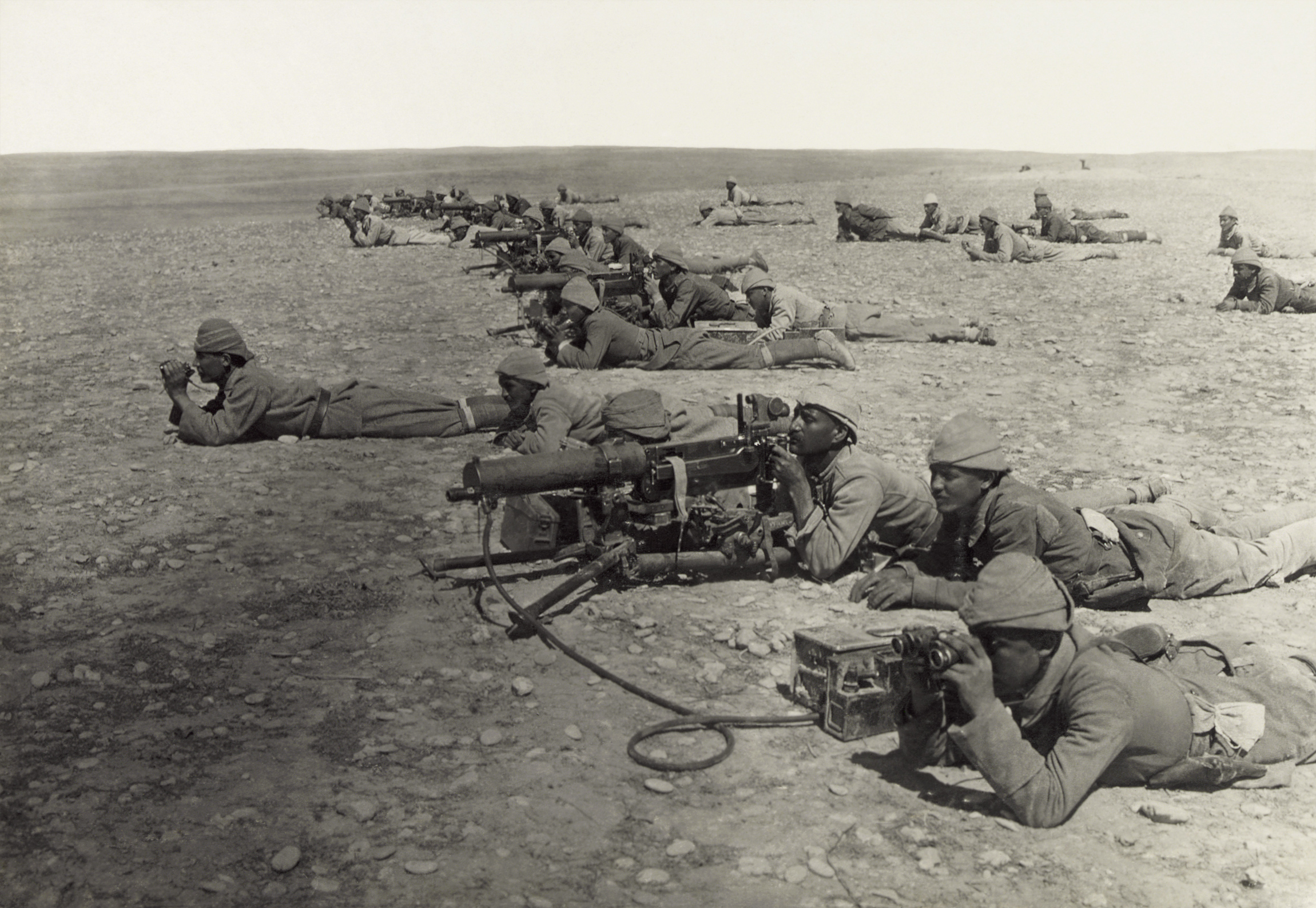
Trupe turcești înarmate cu MG 08 în Gaza, Primul Război Mondial
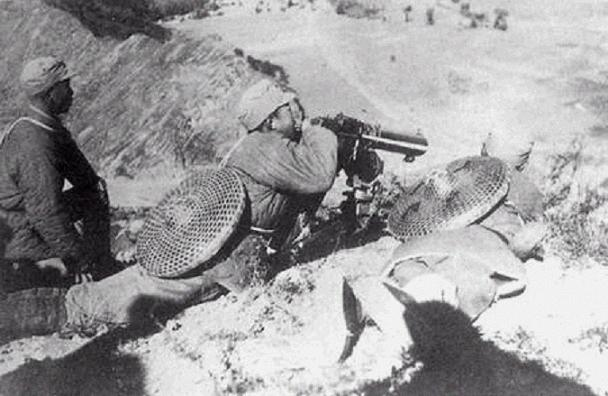
Soldați chinezi în Bătălia de la Pingxingguan.
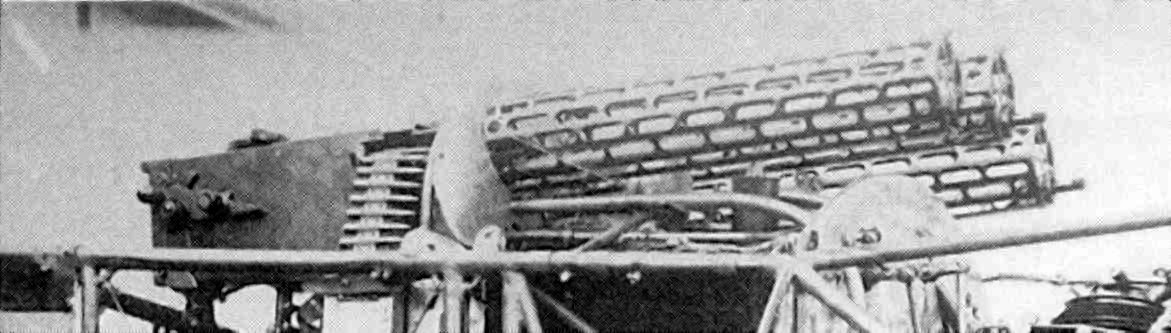
Mitraliere montate pe avion.
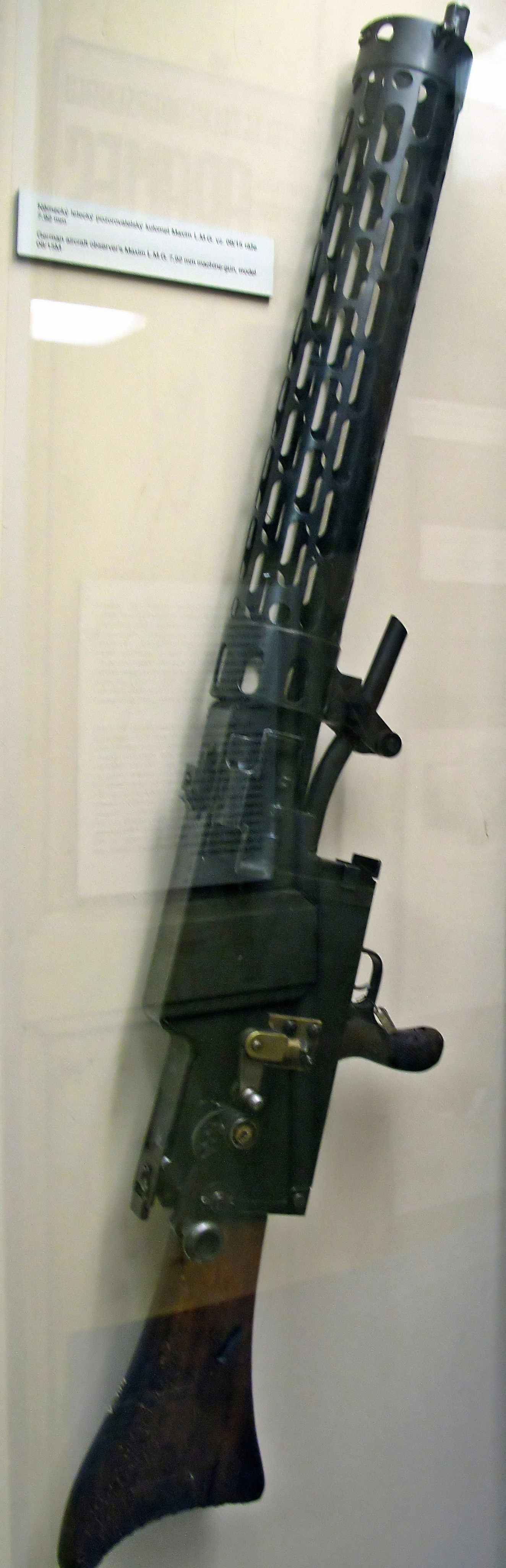
Sub formă de pistol-mitralieră.
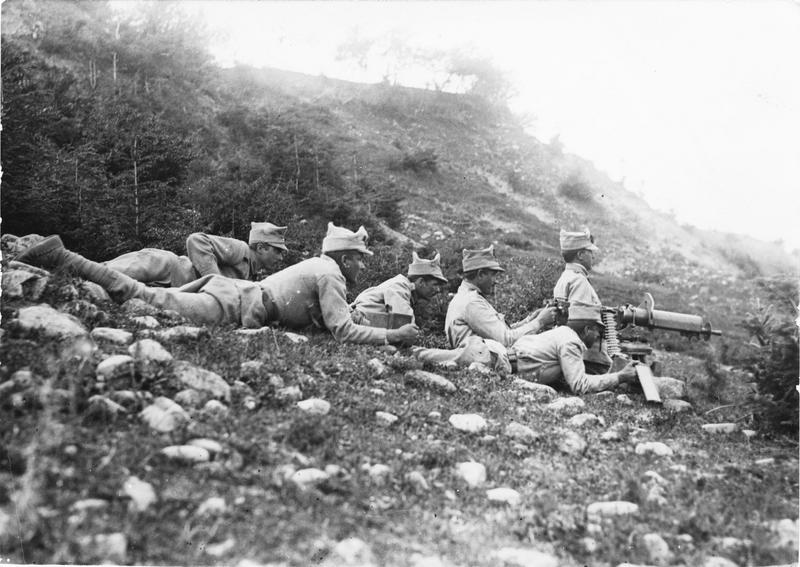
Amplasament de mitralieră românesc